# Scudetto Alfa Romeo
Cet article concerne le scudetto chez Alfa Romeo. Pour le scudetto sportif, voir Scudetto.

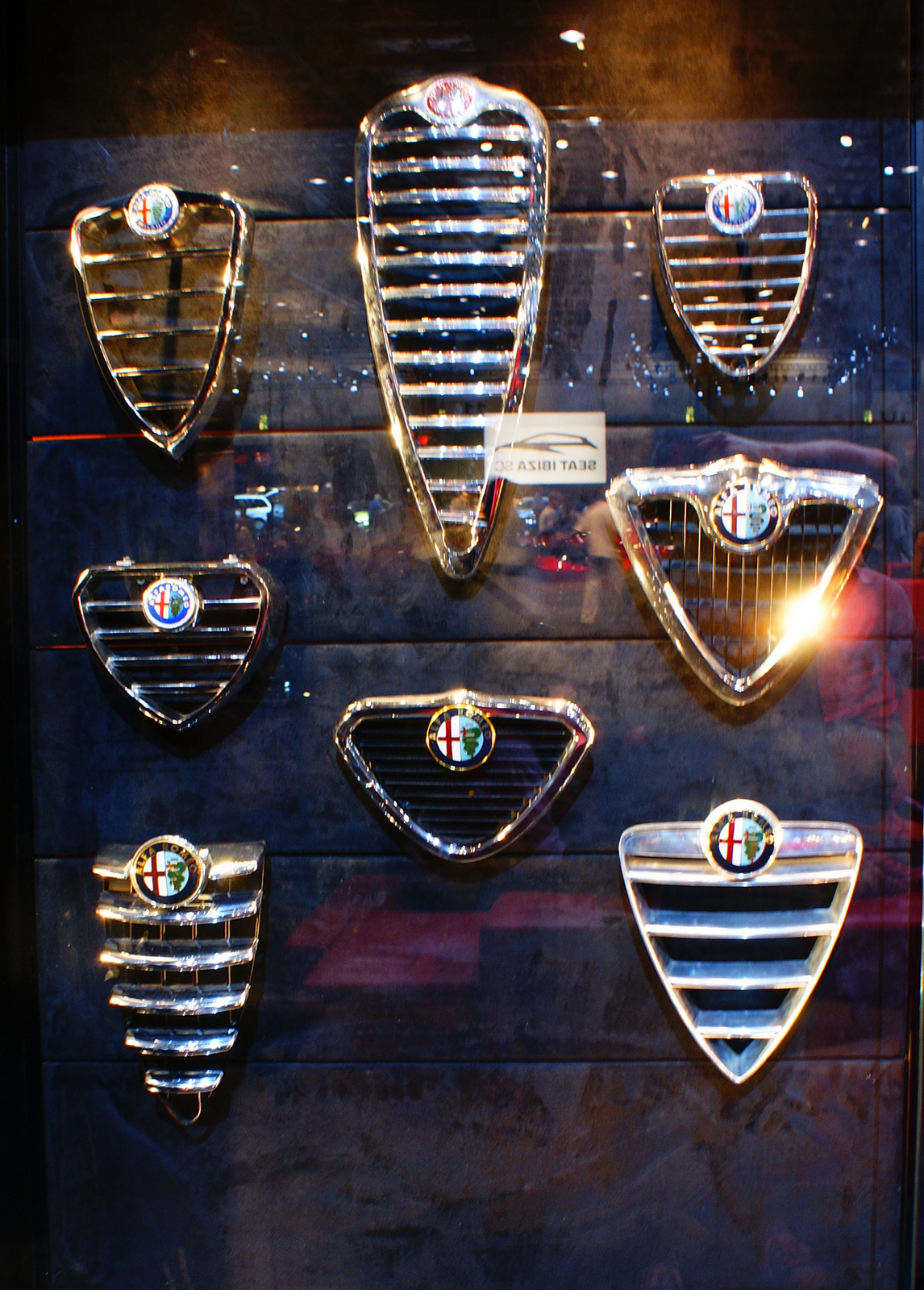
Une collection de plusieurs modèles de scudetto, de toutes époques.

Le scudetto (litt. « bouclier ») est un élément stylistique et esthétique qui caractérise l'avant des véhicules du constructeur automobile italien Alfa Romeo depuis les années 1930. Se présentant comme une calandre en forme de triangle à l'avant du capot, il est rapidement devenu un élément distinctif et indissociable de l'identité la marque, au même titre que le tribolo.
Au fil des décennies, le design du scudetto subit de nombreuses évolutions, mais ses caractéristiques distinctives sont restées inchangées. À l'origine, le scudetto est un écusson de forme triangulaire avec des bords arrondis, comportant le logo Alfa Romeo en son centre. Il est intégré à la calandre avant des voitures de course, mais c'est dans les années 1950 que le scudetto est intégré aux voitures de série, avec l'Alfa Romeo 1900.

## Histoire

### Origines sportives
L'idée et le nom de cet élément de design vient du scudetto de sport, un petit badge en forme d'écu arborant les couleurs du drapeau italien. Il est souvent cousu sur le maillot d'un sportif ou d'une équipe ayant remporté le championnat national d'un sport lors de la saison précédente. Même si le scudetto fait le plus souvent référence au fait de remporter le championnat d'Italie de football, il est aussi utilisé dans une multitude d'autres disciplines sportives. Par métonymie, le terme de scudetto représente désormais également la victoire.

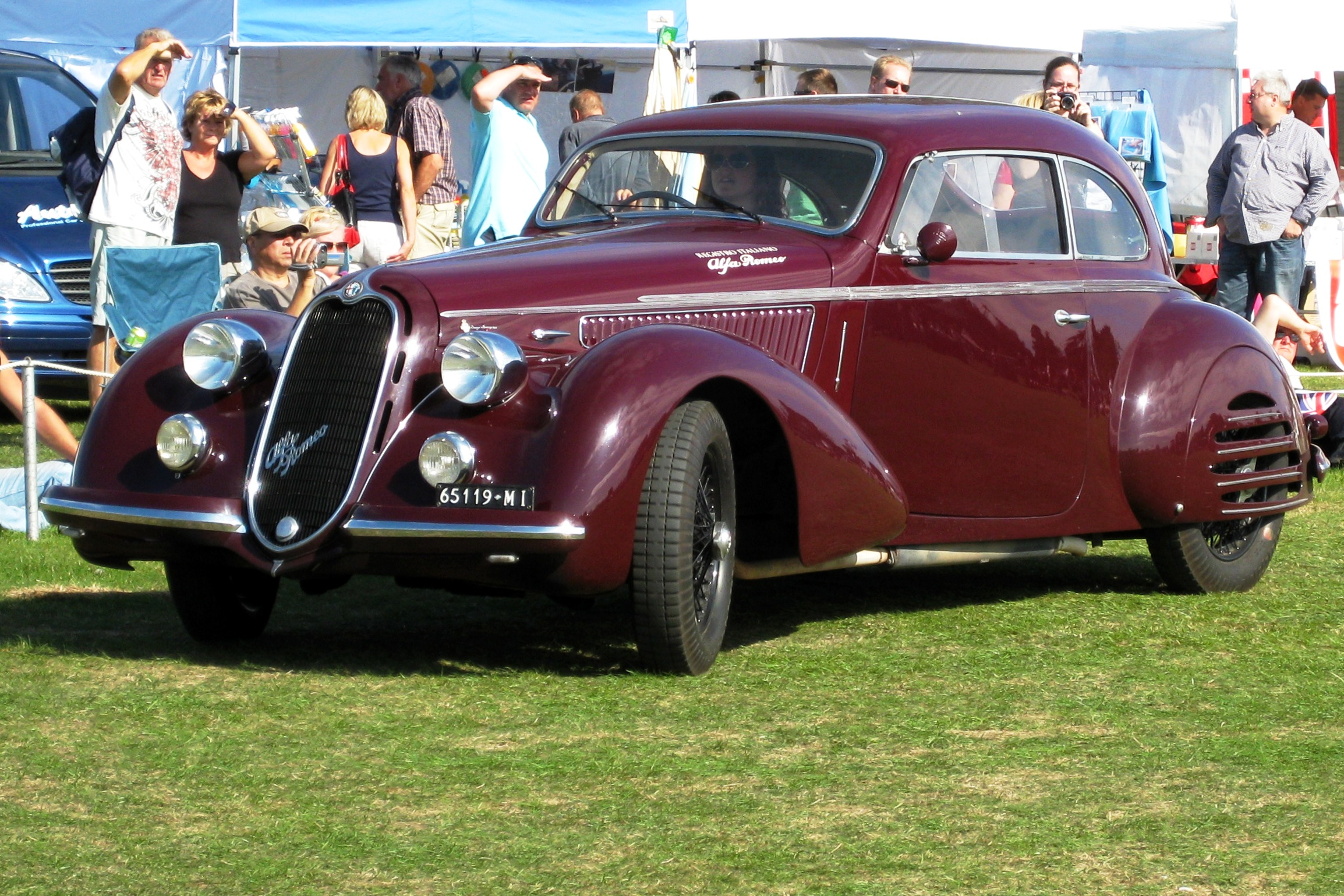
Une Alfa Romeo 6C 2300, premier véhicule à arborer le scudetto.

### Premières application en course automobile
Le premier scudetto apparait en 1934 sur l'Alfa Romeo 6C 2300 Turismo. Avant ce modèle, les Alfa Romeo arboraient des calandres carrée, communes à de très nombreuses autres marques de l'époque. En 1937, Alfa Romeo commercialise le châssis des nouvelles Alfa Romeo 8C 2900 A et B. Celles-ci étaient également équipées d'une calandre spécifique, similaire à celle de la 6C, qui rendait reconnaissables les lignes des Alfa Romeo encore fabriquées par les carrossiers, et donc potentiellement très différents les uns des autres.

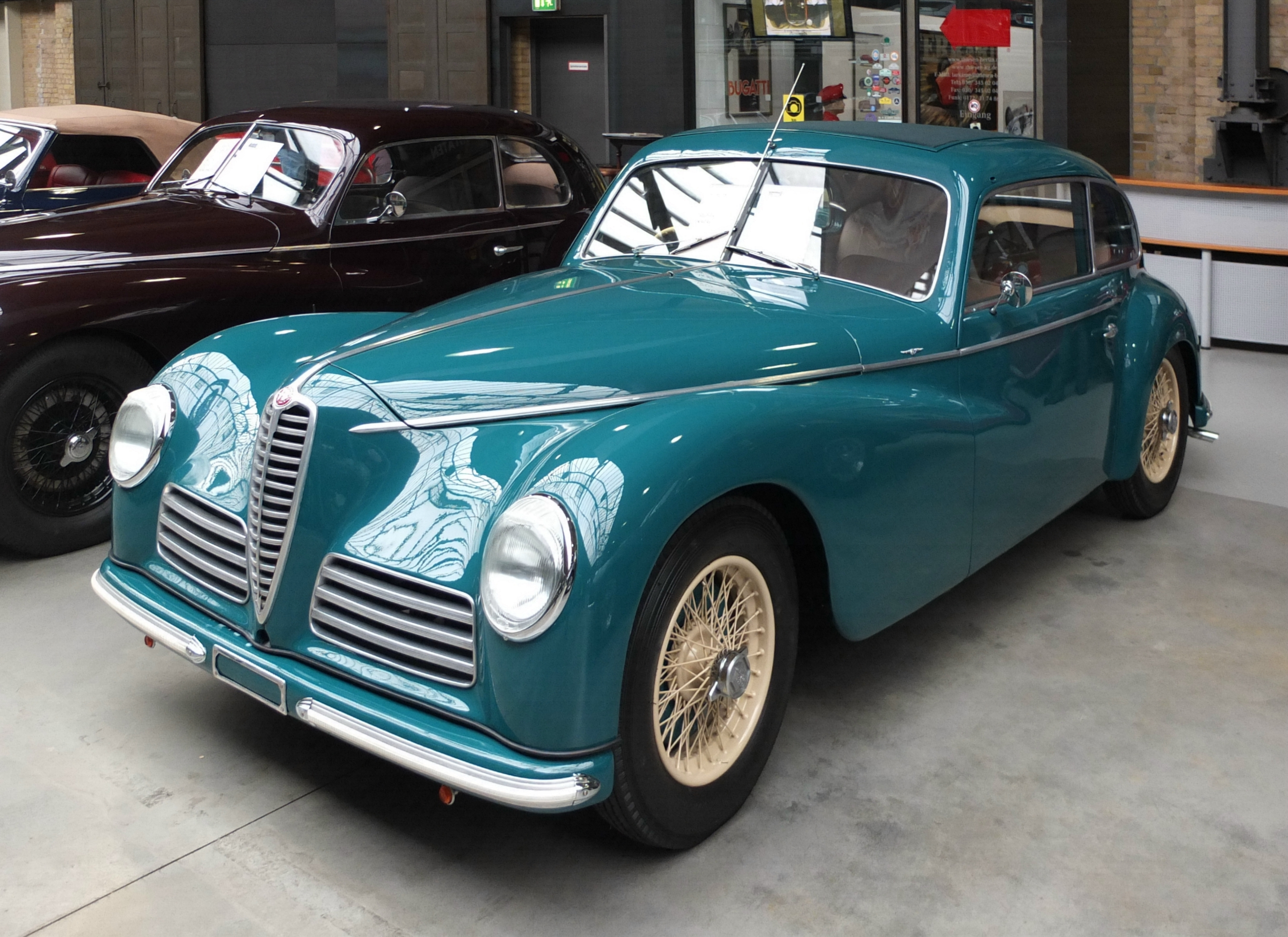
L'Alfa Romeo 6C 2500 Freccia d'Oro permet de populariser le scudetto.

Le scudetto est ensuite retravaillé sur les Alfa Romeo 6C 2500 construites par la Carrozzeria Touring, en 1939. Cette version du bouclier, par rapport à la précédente, est plus fine et triangulaire. La version Freccia d'Oro de la 6C 2500 rencontre un franc succès, et aide largement à populariser le scudetto. Il est ensuite logiquement confirmé sur tous les modèles produits par la suite par Alfa Romeo,.

### Adoption duscudettosur les véhicules de série
En 1950, Alfa Romeo introduit sur le marché l'Alfa Romeo 1900, premier véhicule de série à porter le scudetto. Le modèle succède à la 6C 2500, mais se distingue par l'utilisation d'une structure monocoque, abandonnant ainsi la traditionnelle carrosserie sur châssis. Cette nouveauté permet à la marque de standardiser l'esthétique de la voiture, et ainsi appliquer à tous les exemplaires le même design, comprenant le scudetto.
Outre l'application du bouclier sur les automobiles de la marque, les utilitaires légers Alfa Romeo sont également dotés du scudetto sur leur face avant. L'inclusion du scudetto sur ces véhicules souligne l'engagement de la marque à maintenir une identité visuelle cohérente à toute la gamme,.
Depuis, chaque modèle d'Alfa Romeo propose une nouvelle interprétation du bouclier. L'Alfa Romeo 145 arbore par exemple le scudetto sur le capot et non sur la calandre, le rendant factice.

Différentes formes du scudetto.
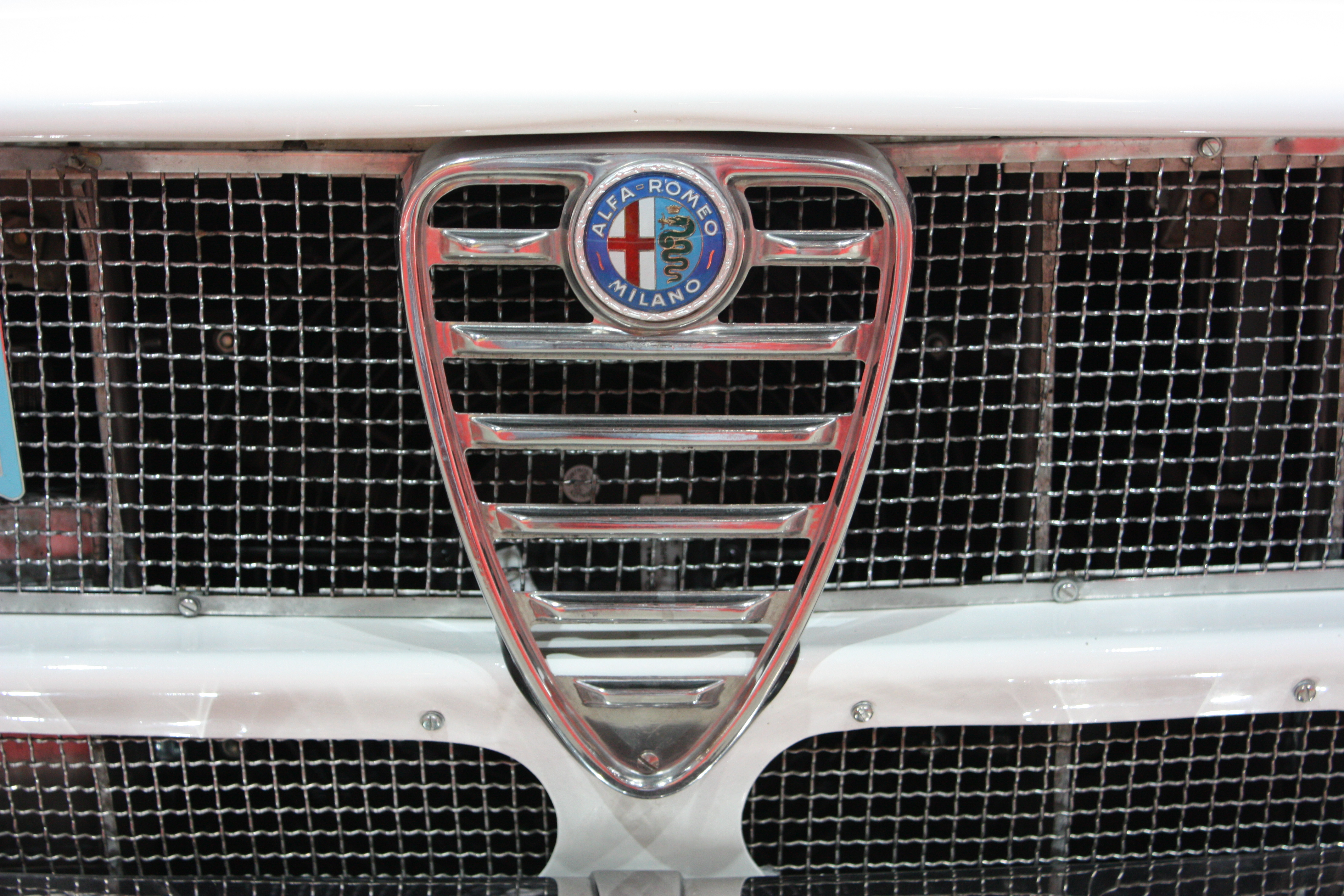
Scudetto sur l'Alfa Romeo Alfetta GTV.
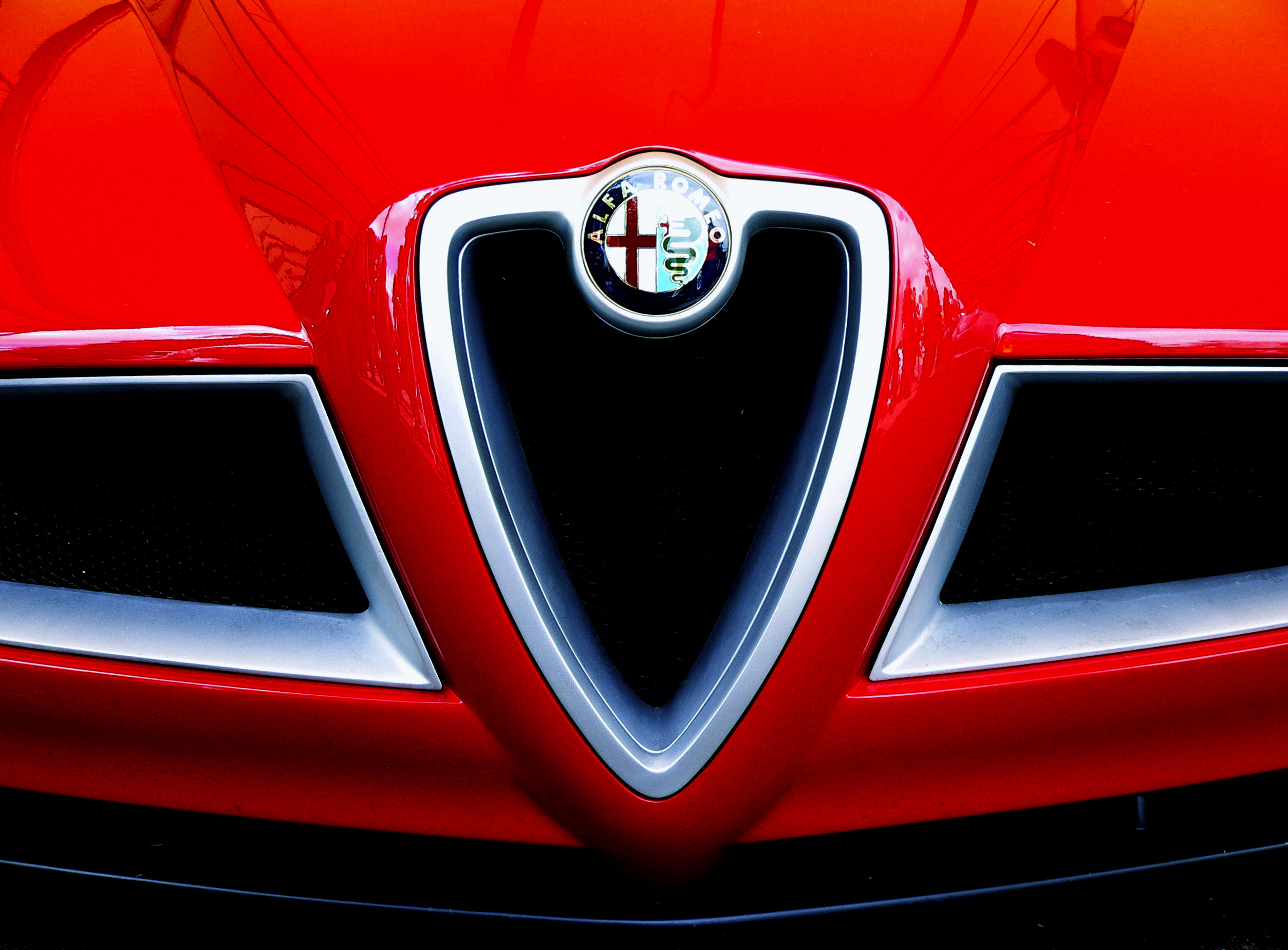
Scudetto sur l'Alfa Romeo 8C Competizione.
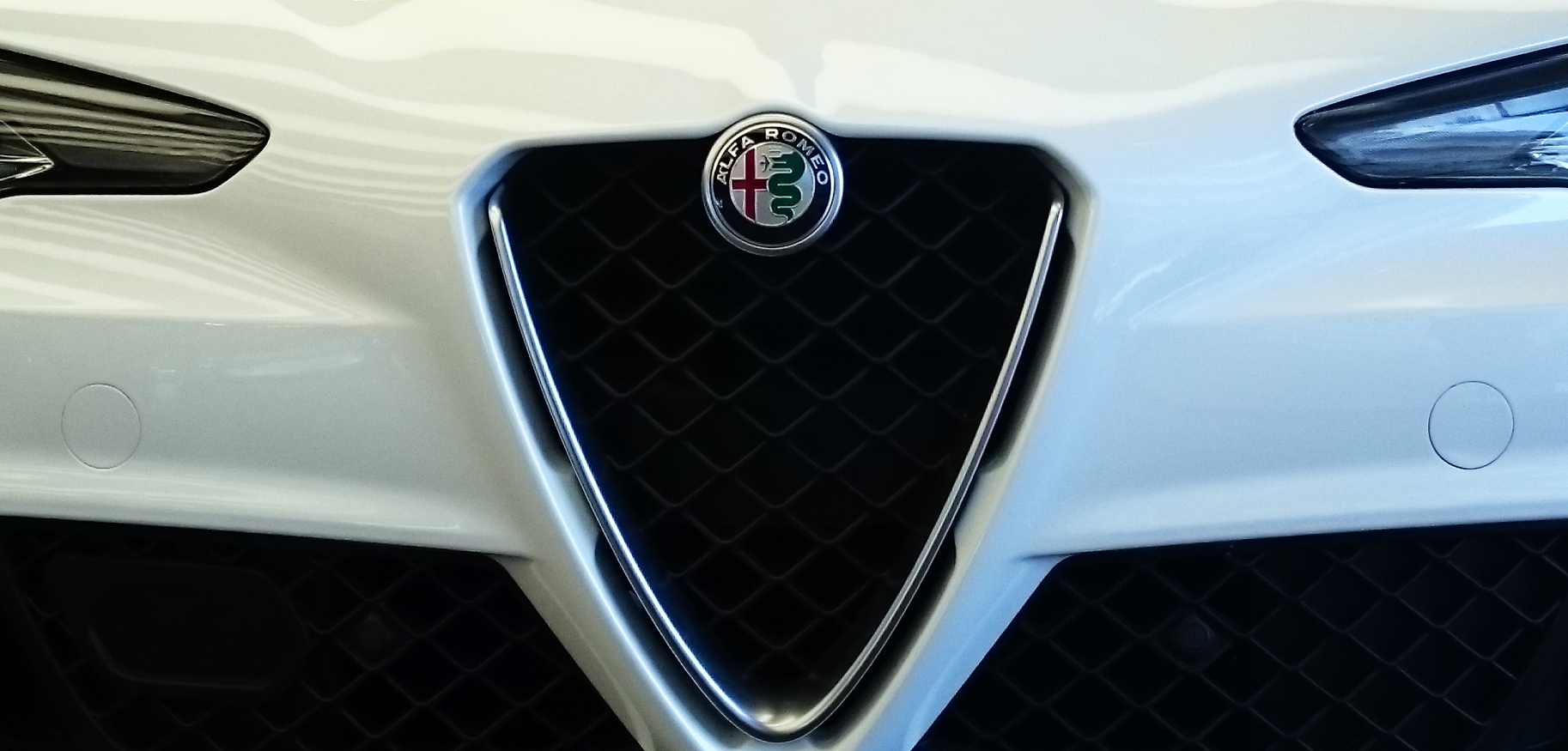
Scudetto sur l'Alfa Romeo Giulia.

## Dans la culture populaire
En 2014, Harrison Custom Guitar Works crée une guitare électrique inspirée du scudetto d'Alfa Romeo. L'instrument de musique a été produit en onze exemplaires : un pour chaque décennie de l'histoire de la marque italienne. Le constructeur de guitares, basé dans le Yorkshire, construit la guitare avec un corps en peuplier avec des grilles inspirées de l'Alfa Romeo 4C.